# I dodici segni
I dodici segni (Gone tomorrow) è un romanzo di Lee Child del 2009 e costituisce il tredicesimo capitolo della serie di Jack Reacher; in Italia è uscito nel marzo 2011 per Longanesi; si tratta di un thriller d'azione in cui il solitario e vagabondo Jack Reacher si trova coinvolto in un conflitto internazionale.

## Trama
L'intervento nella metropolitana di Jack Reacher per impedire ad una presunta attentatrice di farsi saltare in aria si rivela un clamoroso errore di valutazione. La donna si suicida e nulla fa pensare che avesse intenzioni terroristiche; Jack si trova sotto accusa da parte delle forze dell'ordine, ma il peggio si concretizza con l'intervento dei federali appena si scopre che la donna lavorava al Pentagono.

## Edizioni
- Lee Child, I dodici segni, traduzione di Adria Tissoni, collana La Gaja scienza, Longanesi, 2011,  p. 400, ISBN 978-88-304-3078-5.